# Pat Metheny
Patrick Bruce „Pat” Metheny (Lee's Summit, Missouri, 1954. augusztus 12. –) többszörös Grammy-díjas amerikai gitáros, zeneszerző.

## Életpályája
Húszéves volt, amikor berobbant a dzsessz színpadára. Hatvanéves koráig 18 Grammy-díjat kapott.
Nyolcéves korától franciakürtön játszott, tizenhárom éves korában kezdett a gitározni. A bostoni Berklee College of Musicban lépett a dzsessz felső fokára. 1978-ban került a boltokba első lemeze a Pat Metheny Grouppal. Önálló pályafutását innen számítják.
Játszott Miles Davisszel, Herbie Hancockkal, Ornette Colemannel, Jack DeJohnette-el, Charlie Hadennel, Joe Zawinullal, Keith Jarrettel, Jaco Pastoriusszal, Joni Mitchellel, David Bowie-val, Chick Coreával, Carlos Santanával.
Gyakran lépett fel Magyarországon is.

## Diszkográfia
- Bright Size Life (1976)
- Watercolors (1977)
- Pat Metheny Group (1978)
- New Chautauqua (1979)
- American Garage (1980)
- 80/81 (1980)
- As Falls Wichita, So Falls Wichita Falls (1981)
- Offramp (1982)
- Travels (1983)
- Rejoicing (1983)
- First Circle (1984)
- The Falcon And The Snowman (filmzene) (1985)
- Song X (1986)
- STILL life (talking) (1987)
- Letter From Home (1989)
- Question And Answer (1990)
- Secret Story (1992)
- The Road To You (1993)
- Zero Tolerance For Silence (1994)
- We Live Here (1995)
- Quartet (1996)
- Passagio Per Il Paradiso (1997)
- Beyond the Missouri Sky (short stories) (1997)
- Imaginary Day (1997)
- Like Minds (1999)
- Jim Hall & Pat Metheny (1999)
- A Map Of The World (filmzene) (1999)
- Pat Metheny Trio 99 → 00 (2000)
- Pat Metheny Trio → Live (2000)
- Speaking Of Now (2002)
- Upojenie (2002; RE 2008)
- One Quiet Night (2003)
- The Way Up (2005)
- Orchestrion (2010)
- Kin (2014)
- The Unity Sessions (2016)
- From This Place (2020)
- Road to the Sun (2021)
- Side Eye NYC – V1.IV (2021)
- Dream Box (2023)
- MoonDial (2024)

## Díjak
- 20 Grammy-díj + 39 Grammy jelölés

## További díjak
- Down Beat Hall of Fame, 2013
- Miles Davis Award, Montreal International Jazz Festival, 1995
- Orville H. Gibson Award, 1996
- Honorary Doctorate of Music from Berklee College of Music, 1996
- Guitarist of the Year, DownBeat Readers' Poll, 1983, 1986–1991, 2007–2016
- Best Jazz Guitarist, Guitar Player magazine, 1982, 1983, 1986
- Best Jazz Guitarist, Guitar Player magazine Readers' Poll, 1984, 1985, 2009
- Best Acoustic Guitarist, Acoustic Guitar magazine Readers' Poll, 2009
- Echo Award for Best Guitar Instrumentalist – International for TAP: John Zorn's Book of Angels Vol. 20, 2014
- Echo Award, International Ensemble of the Year, Kin, 2015
- Missouri Music Hall of Fame, 2016
- Lifetime Achievement Award, JazzFM, 2018
- Elected into Royal Swedish Academy of Music, 2018
- NEA Jazz Masters, 2018
- Honorary Doctorate of Music from McGill University, 2019

## Fellépés
- Pat Metheny Budapesten: 2024. október 8. Erkel Színház